# 강덕순 애정 변천사
《강덕순 애정 변천사》는 2017년 10월 5일에에 방영한 《KBS 드라마 스페셜 2017》 시리즈 중 여섯 번째 작품이다.
《정마담의 마지막 일주일》과 더불어 수목드라마 《맨홀 - 이상한 나라의 필》의 후속작이기도 하다.

## 줄거리
일자무식 강덕순이 독립운동에 휘말리게 되면서 성장하는 휴먼 드라마다.

## 등장 인물

### 주요 인물
- 김소혜 : 강덕순 역
- 오승윤 : 김석삼 역 - 덕순의 정혼자
- 박서연 : 조국희 역 - '모녀주막'의 셋째. 모태 독립 운동가로, 독립단의 비밀 연락책
- 박규영 : 나애향 역 - '모녀주막'의 둘째. 수원의 잘나가던 기생 → 독립운동 대열에 합류
- 심영은 : 차석주 역 - '모녀주막'의 첫째. 무뚝뚝한 성격에 과격한 무장투쟁주의자
- 김여진 : 남희순 역 - '모녀주막'의 엄마. 독립단의 뒷바라지를 책임

### 그 외
- 백현주 : 강덕순의 어머니 역
- 홍성덕 : 강덕순의 아버지 강봉팔 역
- 안민영 : 김석삼의 어머니 역
- 이종옥
- 노시홍
- 정태야
- 설창희
- 이규성
- 박원석
- 김고은

### 우정출연
- 서진원
- 한가림 : 미유꼬 역

## 시청률
| 방송 일자       | TNmS 시청률    | TNmS 시청률  | AGB 시청률     | AGB 시청률   |
| 방송 일자       | 대한민국(전국) | 서울(수도권) | 대한민국(전국) | 서울(수도권) |
| --------------- | -------------- | ------------ | -------------- | ------------ |
| 2017년 10월 5일 | 2.7%           | 3.4%         | 2.9%           | 3.6%         |

## 동시간대 드라마
- MBC 수목드라마

《병원선》 (2017년 8월 30일 ~ 2017년 11월 2일)
- SBS 수목드라마

《당신이 잠든 사이에》 (2017년 9월 27일 ~ 2017년 11월 16일)